# Rashid I bin Humaid Al Nuaimi
Rashid I bin Humaid Al Nuaimi (... – 1838), è stato emiro di Ajman dal 1816 al 1838.
Guidò una forza di 50 uomini della tribù Al Bu Shamis che presero il controllo della città di Ajman e che si stabilirono lì e ad Al Heera. A quel tempo, Ajman era una dipendenza dell'emirato di Sharja. Cinque anni dopo il suo arrivo, il forte cittadino fu preso dai beduini Darawisha che furono allontanati dall'azione del sovrano di Sharja, lo sceicco Saqr bin Sultan al-Qasimi.
Si sa relativamente poco del regno di Rashid bin Humaid. Firmò il trattato marittimo generale del 1820 con gli inglesi, diventando uno dei primi sovrani degli Stati della Tregua.
Il nome Nuaimi deriva dalla confederazione tribale Na'im che dominava l'area attorno ad al-Buraymi e il movimento nordico della tribù, l'Al Bu Kharabain sembra che si sia insediato ad Ajman, così come nell'area di Al Heera, Hamriya e anche Sharja. Aderì al trattato marittimo generale del 1820 in seguito alla spedizione punitiva britannica da Bombay contro gli al-Qasimi di Ras al-Khaima. Nel 1819, quella forza bombardò gli insediamenti costieri della penisola, inclusa Ajman, portando alla capitolazione degli sceicchi e alla firma del trattato da parte dei sovrani di Ras al-Khaima e Sharja. Rashid bin Humaid firmò il trattato il 15 marzo 1820 insieme allo sceicco Abd Allah I bin Rashid Al Mu'alla, sovrano di Umm al-Quwain. Entrambi i governanti firmarono il trattato a Falayah, una dipendenza interna di Ras al-Khaima.
Rashid guidò il suo popolo in una guerra contro Sohar, in coalizione con il sultano di Mascate Sa'id bin Sultan, e nel 1831 le barche di Ajman presero alcune dozzine di navi che erano salpate cariche da Sohar. Due cannoniere britanniche furono spedite ad Ajman che chiesero e ottennero il pagamento di riparazioni.
Morì nel 1838 e gli succedette suo figlio, Humaid II.